# Listă de seriale cu vrăjitoare
Aceasta este o listă de seriale TV cu vrăjitoare:
| Titlu                          | În română                          | Premiera  | Note                       |
| ------------------------------ | ---------------------------------- | --------- | -------------------------- |
| 30 monedas                     | 30 de arginți                      | 2020      | regizor Álex de la Iglesia |
| Archive 81                     | Arhiva 81                          | 2022      | [ 1 ]                      |
| Always a Witch                 | Veșnic vrăjitoare                  | 2019      |                            |
| Buffy the Vampire Slayer       | Buffy, spaima vampirilor           | 1997      |                            |
| Bewitched                      | Ce vrăji a mai făcut nevasta mea   | 1964      | [ 2 ] [ 3 ]                |
| Charmed                        | Farmece                            | 1998-2006 | [ 4 ]                      |
| Dante's Cove                   | Hotel Dante                        | 2005      |                            |
| A Discovery of Witches         | Cartea pierdută a vrăjitoarelor    | 2018      | [ 5 ]                      |
| Eterna Magia                   |                                    | 2007      |                            |
| The Owl House                  |                                    | 2020      |                            |
| Sabrina the Teenage Witch      | Sabrina, vrăjitoarea adolescentă   | 1996      |                            |
| Chilling Adventures of Sabrina | Sabrina: Între lumină și întuneric | 2018      |                            |
| Salem                          | Salem                              | 2014      |                            |
| Supernatural                   | Supernatural                       | 2005      |                            |
| Tabitha                        | Tabitha                            | 1976      | Spin-off al Bewitched      |
| Hex                            | Vrăjitoarea                        | 2004      | [ 8 ]                      |
| WandaVision                    | WandaVision                        | 2021      |                            |